# Alex Izykowski
J.P. Kepka (né le 26 janvier 1984) est un patineur de patinage de vitesse sur piste courte américain.

## Jeux olympiques
- Jeux olympiques d'hiver de 2006 à Turin  Italie:
  -  Médaille de bronze en relais sur 5 000 m.